# 肖敏
肖敏，中华人民共和国教育部长江学者讲座教授，阿肯色大学教授、山西大学教授，中国量子光学学报海外编委，主要从事原子相干效应、非经典光场产生及应用等方面的研究。

## 生平
肖敏毕业于南京大学物理系，1990年起在阿肯色大学物理系任教。